# Титова Река
Титова Река — поселение 14 века до н.э. — 6 века н.э. и памятник археологии местного значения на территории Новобелоусской общины Черниговского района (Черниговская область, Украина).

## История
Решением исполкома Черниговского областного совета народных депутатов от 17.11.1980 № 551 присвоен статус памятник археологии местного значения с охранным № 2855-Чр.

## Описание
Поселение Титова Река периода 14 века до н.э. — 6 века н.э. расположено в урочище Титова Река — 1,5 км на северо-восток от села Деснянка  — в истоке ручья, впадающего в реку Белоус. Занимает территорию вдоль левого берега ручья площадью 400 на 50-100 м. Поселение открыто в 1977 году и раскапывалось в период 1982-1983 годы археологами А. В. Шекуном и И. А. Бажаном.
В западной части поселения обнаружена керамика эпохи бронзы (сосницкая культура, 14-11 века до н.э.). В восточной части, рядом с материалами эпохи бронзы, обнаружены керамика и пряслицы милоградско-подгорцовской культуры (5-4 века до н.э.), зарубинецкой культуры (рубеж н.э. — 1 века), киевской культуры (3-4 века). Исследовано 5 строений зарубинецкой и 6 строений киевской культуры. Рядом со строениями обнаружены 4 ямы-погреба различных форм и размеров. Жилища нижнего горизонта каркасно-столбовой конструкции площадью 25-38 м². Керамический материал — кухонная и столовая посуда — характерная для позднего этапа зарубинецкой культуры. Обнаружены ножи с горбатой спинкой, прясла (некоторые с геометрическим орнаментом). Здания верхнего горизонта — полуземлянки почти квадратной формы площадью от 4 до 22 м², с центральным опорным столбом. В некоторых сооружениях в центральной части прослеживается открытый костёр, вход — в виде узкого коридора со ступенями, а также остатки деревянного пола. Керамика — преимущественно груболепные горшки и корчаки. Обнаружено 16 целых и обломки пряслиц, а также металлические ножи, бруски, крица.
Слой тшинецкой и милоградско-подгорцовской культур на территории раскопок уничтожен следующим строительством.